# Martin "Lillen" Johansson
Martin "Lillen" Johansson, född 22 februari 1919, död 19 juni 2012, var en svensk bandyspelare för Bollnäs GIF. Han blev svensk mästare i bandy med Bollnäs GIF 1951 och 1956. Han spelade även för svenska landslaget i bandy. Han var med och tog OS-guld vid olympiska vinterspelen 1952 i Oslo, då bandy var en uppvisningsgren i OS. Han är bror till bandyspelaren Elis Johansson som har spelat i Edsbyns IF och farbror till bandyspelarna Hans Elis Johansson och Ola Johansson. Han spelade i Bollnäs GIF mellan 1937 och 1959. Han spelade tre SM-finaler: 1943, 1951 och 1956. Åren 1959–1961 spelade han i Ljusdals BK. Han avslutade sin bandkarriär i IK Sirius 1962.